# Phrynobatrachus albifer
Espèce
Synonymes
- Arthroleptis albifer Ahl, 1924

Phrynobatrachus albifer est une espèce d'amphibien de la famille des Phrynobatrachidae.

## Répartition
Cette espèce est endémique de Tanzanie. Elle n'est connue que sa localité type, Usaramo.

## Description
Phrynobatrachus albifer mesure jusqu'à 20 mm.

## Publication originale
- Ahl, 1924 : Neue Reptilien und Batrachier aus dem zoologischen Museum. Archiv für Naturgeschichte, Abteilung A, vol. 90, p. 246-254.